# Љесек
Љесек (слч. Liesek) насељено је мјесто са административним статусом сеоске општине (слч. obec) у округу Тврдошин, у Жилинском крају, Словачка Република.

## Становништво
| Година:    | 1994. | 2004.    | 2014.    | 2024.   |
| ---------- | ----- | -------- | -------- | ------- |
| Број људи: | 2272  | 2588     | 2865     | 3118    |
| Разлика:   |       | +13,90 % | +10,70 % | +8,83 % |

| Година:    | 2023. | 2024.   |
| ---------- | ----- | ------- |
| Број људи: | 3111  | 3118    |
| Разлика:   |       | +0,22 % |

Према подацима о броју становника из 2024. године насеље је имало 3118 становника.